# منك بحري
المنك البحري (Neovison macrodon) هو أحد أنواع المنك المنقرضة حديثًا والذي عاش على الساحل الشرقي لأمريكا الشمالية ضمن عائلة ابن العرس، أكبر عائلة في رتبة اللواحم. كان يتم اعتباره أكثر ارتباطاً بإبن العرس الأمريكي (نيوفيسون فيكون)، طبعا مع الجدل حول ما إذا كان يجب اعتباره نوعًا فرعيًا من المنك الأمريكي (مما يجعله نيوفونسون فيكون ماكروندون) أو نوعًا خاصًا به. التبرير الرئيسي لتسميته كنوع منفصل هو اختلاف الحجم بين المنكَين، إلا أن هناك اختلافات أخرى تم تحديدها، كفروها الأحمر. بقاياه الموثقة هي شظايا اكتشفت في هضاب الصدف الأمريكية. تم تقدير حجمها الفعلي بشكل تقريبي، استنادا على بقايا الأسنان. 
تم وصف المنك البحري لأول مرة في عام 1903 ، وذلك بعد انقراضه؛ تستند المعلومات المتعلقة بمظهره وعاداته الخارجية بناء على تكهنات تقديرات تجار الفراء الأميركيين الأصليين. ربما يكون قد امتلك سلوكًا مشابهًا للمنك الأمريكي، من حيث تحديده لحدود منطقة سيطرة، ومن حيث تعدد الإناث للذكر الواحد. وربما كان له نظام غذائي مماثل للأنواع الحالية، رغم أنه كان أكثر توجهاً نحو البحر. يعتقد أنه انتشر على ساحل نيو انغلاند والمحافظات البحرية، على الرغم من أن مناطقها امتدت كثيرا إلى الجنوب خلال فترة العصر الجليدي الأخير. وفي نفس الوقت وعلى العكس من المتوقع، فربما تحادد نطاقه فقط ضمن ساحل نيو إنجلاند، وتحديدًا خليج مين، أو الجزر القريبة. وكأكبر فصائل المنك، كان المنك البحري مرغوبا لتجار الفراء وعليه أصبح منقرضا في أواخر القرن التاسع عشر أو أوائل القرن العشرين. 

## التصنيف وعلم الاصول

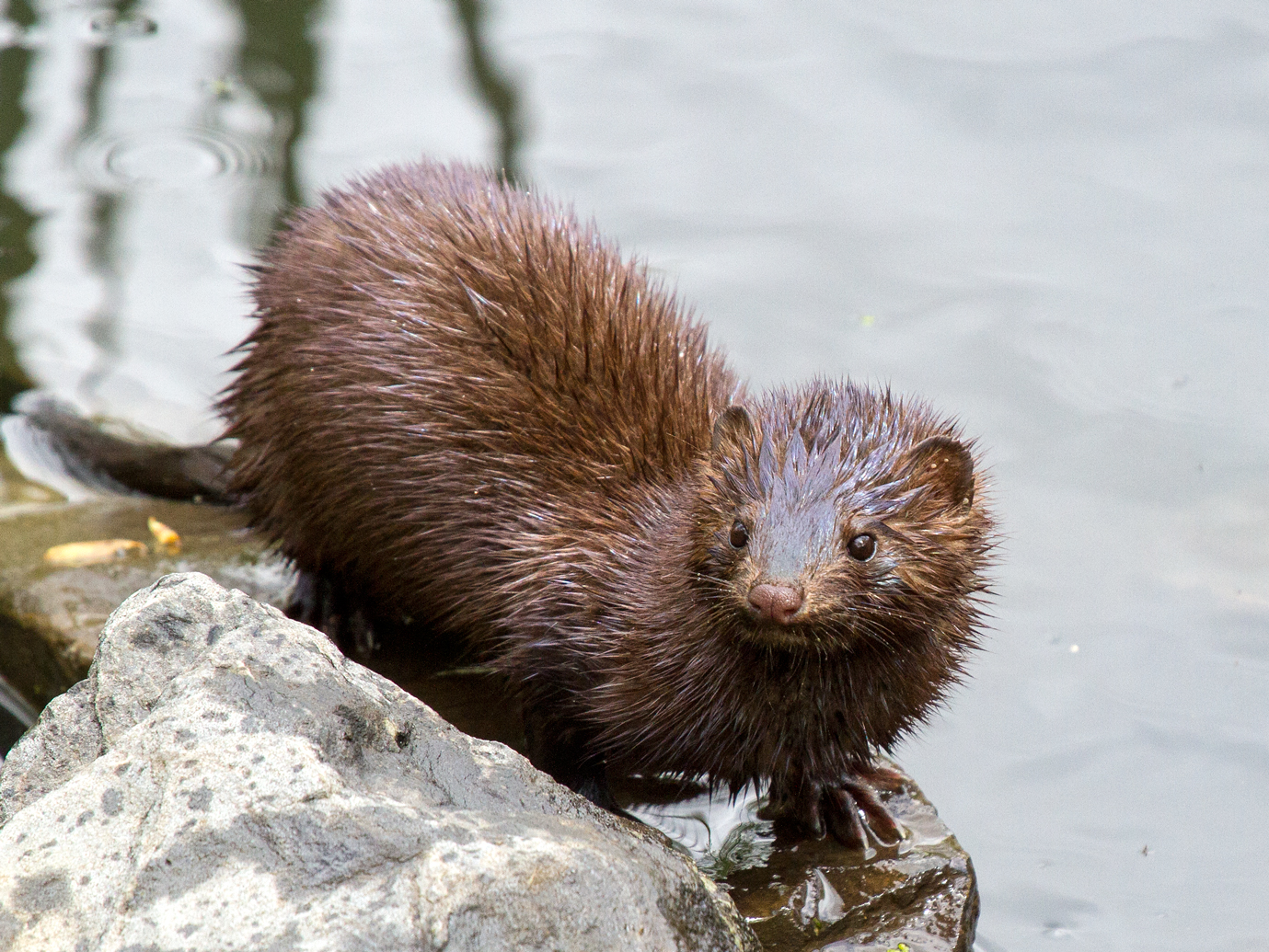
المنك الأمريكي القريب للبحري (نيوفيسون فيزون)

تم وصف المنك البحري لأول مرة تحت اسم Lutreola macrodon ، متميزا عن المنك الأمريكي، بواسطة دانيال ويبستر برنتيس، طبيب وعالم طيور، وذلك في عام 1903، أي بعد أن انقرض. استند برنتيس على شظايا جمجمة لوصف المنك البحري. تم العثور على تلك الشظايا في هضاب الصدف الأمريكية الأصلية في نيو انغلاند. معظم بقايا هياكل منك البحر، كلها تقريبا من شظايا الجماجم، قد أتت من هضاب الصدف. للأسف لم يتم العثور على هيكل كامل. 
دار النقاش بين العلماء حول ما إذا كان منك البحر نواعا مستقلا بذاته، أو نوع من أنواع المنك الأمريكي. أولَئك الذين يجزمون أن المنك البحري هو سلالة فرعية غالباً ما يشيرون إليه على أنه نيوفونسون فيكون ماكوردون.  استنتج فريدريك بروستر لوميس، عالم حفريات أمريكي، في دراسة عام 1911 أن الاختلافات بين المنك الأمريكي والمنك البحري كانت دقيقة جدًا بالكاد تبرر تصنيفه كنوع فرعي، أطلق عليه اسم Lutreola vison antiquus. ولكن وفي دراسة أجريت عام 2000، من قبل ميد وشركاه، دحضت عمل لوميس انطلاقا من أن نطاق حجم عينات المنك البحري كان أضخم من تلك للمنك الأمريكي، مما يبرر جعله نوعًا منفصلاً. في المقابل، دراسة أجراها غراهام عام 2001 خلصت إلى أن هذا الاختلاف في الحجم لم يكن دليلاً كافياً لتصنيف المنك البحري على أن له نوعا خاصا، وأنه ينبغي فعلا اعتباره نوعًا فرعيًا. غراهام افترض أن اختلاف الحجم كان بسبب العوامل البيئية. وعلاوة على ذلك، أفاد غراهام أن ميد افترض أن عينات المنك الأصغر هي المنك الأمريكي، وأن عينات المنك الكبيرة خارج نطاق المنك الأمريكي هي من المنك البحري؛ هذا قد يكون حالة ديمومرفيا جنسية حيث كانت جميع العينات لمنك البحر، الأكبر منها للذكور والأصغر للإناث.  قارنت دراسة أخرى في عام 2007 بين تركيبة أسنان منك البحر مع أسنان المنك الأمريكي، وخلصت إلى أنها كانت متميزة بدرجة كافية بحيث تعتبر من الأنواع المنفصلة. 
تم تنقيح تصنيف المنك في عام 2000 ، مما أدّى إلى تكوين جنس جديد، Neovison ، والذي يتضمن فقط المنك البحري والمنك الأمريكي. في السابق، تم تصنيف كل من المناكر في جنس موستيلا. يترجم اسم الماكرودون إلى «أسنان كبيرة». وفقا لريتشارد مانفيل، عالم الطبيعة الذي يؤكد أن المنك البحري لا يملك نوعه الخاص، وأن أقرب قريب له هو المنك الشائع، الذي، أيضا، يسكن منطقة نيو إنغلاند.
تجار الفراء الذين كانوا يصطادوا منك البحر أعطوه أسماء مختلفة، مثل الدن الماء، القضاعة الحمراء، القط صياد السمك. ويعتقد أن أول وصف لهذا النوع كان من قبل السير همفري جيلبرت في أواخر القرن السادس عشر حيث أطلق عليه صفة «سمك مثل الكلب السلوقي»، في إشارة إلى صلته بالبحر وشكل جسمه ومشيته، والتي كانت تشبه إلى حد ما مشية الكلب السلوقي. من الممكن أن يكون الدلق (Pekania pennanti) قد أخذ أسمه بسبب التعرف الخاطئ عليه كمنك البحر، والذي كان يعرفه تجار الفراء باسم صياد السمك. كما أشار هنود الأبيناكي إلى منك البحر باسم "mousebeysoo"، وهو ما يعني «الشيء الرطب».  وفي النهاية أطلق تجار الفراء عليه اسم «المنك البحري» لأنه كان موجودًا دائمًا بالقرب من الساحل، بينما كان يستعمل اسم «المنك الخشبي» للدلالة على المنك الأمريكي.  

## نطاق التواجد
يعتبر المنك البحري من الثديات البحرية التي عاشت حول السواحل الصخرية في نيو إنجلاند والمقاطعات البحرية في أقصى الجنوب إلى أن تم اصطيادا وإفنائها في أواخر القرن التاسع عشر. في العادة يتم العثور على بقايا المنك البحري ضمن سواحل ولاية ماين. على الرغم من ذلك فهنالك إفتراضات بأنهم كانوا، في وقت ما، يعيشون في كونيتيكت ورود آيلاند، محصورين على طول ساحل خليج فندى (في خليج ماين)، كما يقال إنهم تواجدوا، من قبل ذلك، على الساحل الجنوبي الغربي لنوفا سكوتيا.  ظهرت تقارير عن تواجد فراء منك كبيرة بشكل غير عادي تم جمعها من منطقة نوفا سكوتيا.   تم تقدير عمر عظام عينة اكتشفت في ميدلبورو، ماساتشوستس، بقرابة 4300 ± 300 سنة، وذلك على بعد 19 كيلومتر (12 mi) عن المياه المالحة.  يُعتقد أن المنك البحري قد وصل إلى تلك المنطقة عن طريق التنقّل من خلال الأنهار، أو ربما تم جلبها من قبل الأمريكيين الأصليين. وربما الإحتمال الأخير هو الأدق كونه لم يتم اكتشاف أي بقايا أخرى للمنك بين خليج كاسكو في ولاية ماين وجنوب شرق ولاية ماساتشوستس. تم أيضا اكتشاف عظام المنك البحرية في كندا، على الرغم من أن تلك العظام قد تكون نُقلت إلى هناك من قبل الأمريكيين الأصليين من خليج ماين. سواحل الشواطئ الوعرة في منطقة داون الشرقية ماين ربما شكلت حاجزا في أقصى شمال مناطق المنك.  خلصت ميد إلى أن المنك الأمريكي فقط هو من عاش على البر الرئيسي وأن وجود المنك البحري كان مقتصرا على الجزر الواقعة قبالة الساحل. إذا كان هذا هو الحال، فربما قد تم نقل جميع البقايا إلى البر الرئيسي.  تحدى غراهام هذه الفرضية، مشيرا إلى أنه من غير المرجح أن جميع عينات المنك البحري يمكن أن تنشأ من مجموعة سكانية واحدة. 
خلال الفترة الجليدية الأخيرة، والتي انتهت قبل 12000 سنة، امتدت مناطق تواجد مجموعات المنك البحري إلى الجنوب من خليج مين. بل ربما تطوّرت هناك، إذ أن ماين في ذلك الوقت كانت مغطاه بالأنهار الجليدية، وعلى الرغم من أن أقدم عينة معروفة يعود تاريخها إلى قرابة 5000 عام. إلا أن ذلك قد يكون بسبب ارتفاع منسوب مياه البحر - مما يعني أن بقايا المنك الأقدم ما تزال مغمورة تحت مياه البحر. وفي المقابل فقد يكون المنك البحري قد تطوّر بعد فترة العصر الجليدي الأخير وشغل مكانة بيئية جديدة. 

## الوصف

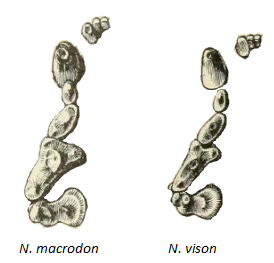
جزء من الفك العلوي للمنك البحري (يسار) والمنك الأمريكي (يمين)

بما أن وصف المنك البحري قد تم اشتقاقه من خلال بقايا مجزّأة، فإن مظهره وسلوكه غير موثقين بصورة جيدة. تم أخذ فكرة عامة عن مظهر هذا الحيوان وأدواره البيئية من خلال أقاربه من نفس الصنف، طبعا بالإضافة إلى وصف تجار الفراء والأميركيين الأصليين له. ذكرت سجلات نقلت عن الأمريكيين الأصليين ضمن نيو انغلاند / مناطق الأطلنطي الكندي، أن المنك البحري لديه جسم أكثر سمنة من المنك الأمريكي. وذكر أن رائحته مميزة تماثل رائحة السمك، وقيل أن فراءه كان أكثر خشونة وبِلون أكثر حمرة من المنك الأمريكي.    يعتقد أن عالم الطبيعة جوزيف بانكس صادف هذا الحيوان عام 1776 في مضيق جزيرة بيل، حيث وصفه بأنه أكبر بقليل من الثعلب، بأرجل طويلة، وذيل طويل ومدبّب نحو النهاية، يشبه كلب الصيد، السلوقي. 
كان المنك البحري أكبر أنواع المنك. ولكن وبسبب العثور على أجزاء بسيطة من بقايا الهيكل العظمي، فإن معظم أبعاد جسمها الخارجية هي مجرد توقعات وتعتمد فقط على قياسات الأسنان.    في عام 1929، خلص إرنست تومبسون سيتون، وهو فنان يرسم الحياة البرية، إلى أن الطول المحتمل لهذا الحيوان هو 91.4 سنتيمتر (36 in) وذلك من الرأس إلى الذيل، مع احتمال أن يكون طول الذيل 25.4 سنتيمتر (10 in). تم تجميع عيّنة يحتمل أن تعود للمنك البحري في عام 1894 في كونيتيكت كانت بطول 72 سنتيمتر (28 in) من الرأس إلى الذيل وكان الذيل بطول 25.4 سنتيمتر (10 in). خلصت دراسة صدرت عام 1996 إلى أن هذه البقايا قد تعود إلى منك أمريكي كبير أو ربما هجينًا. تم وصف العينة بأنها تحتوي فراء خشن محمر اللون، على الرغم من أن معظم اللون كان قد انحلَّ مع عمر العينة. اللون كان أكثر غمقا في منطقة الذيل والأطراف الخلفية، مع بقع بيضاء بحجم 5-by-1.5-سنتيمتر (2 by 0.6 in) بين الساعدين. كانت هناك أيضا بقع بيضاء على الساعد الأيسر ومنطقة الأربية. 

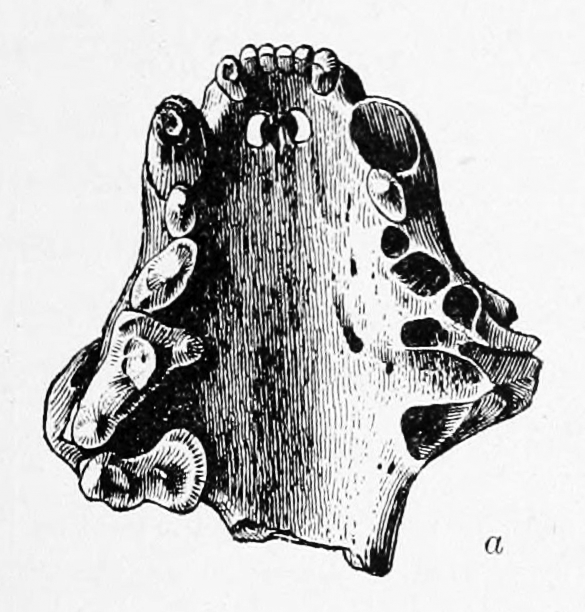
جانب حنكي من الجمجمة من نوع العينة

تم جمع العيّنة في عام 1897 من قبل برينتس وفريدريك تروه، عالم الأحياء، وذلك في بروكلين، مين، وتتكون البقايا من الفك العلوي، وأجزاء من عظم الأنف، والحنك. جميع الأسنان على الجانب الأيمن من الحنك موجودة، والجانب الأيسر يتكون من القواطع وأحد الضواحك. جميع الأسنان كانت في حالة جيدة. يبدو أن العينة كانت أكبر من تعود للمنك الألاسكا، إذ أن متوسط المسافة بين القاطعة الأخيرة إلى الضرس الأول هو 2.8 سنتيمتر (1.1 in) لدى منك ألاسكا، في حين أن المسافة هي 3 سنتيمتر (1.2 in) في العينة. abrupter، والأسنان الزدوجة ذات زاوية أكثر حدة مع اللثة من تلك لدى المنك العادي.  
كانت هذه المنك كبيرة الحجم وذات بنية ضخمة، مع عرف سهمي منخفض ونتوء حاجب عظمي قصير وعريض (نتوء على العظم الجبهي وراء محجر العين).  في الواقع، كان أبرز سمات الجمجمة هو حجمها، إذ أنها كانت أكبر بشكل واضح من تلك لدى أنواع المنك الأخرى، ولها منبر كبير، فتحات أنف كبيرة، وثقوب جمجمة كبيرة (فتحات في الجمجمة أمام محجر العين)، وأسنان كبيرة.  ربما كان حجمها الكبير تطور بسبب بيئتها الساحلية، فأكبر الأنواع الفرعية الموجودة في المنك الأمريكي، المنك الألاسكي (N. v. nesolestes)، يسكن أرخبيل ألكسندر في ألاسكا، وهي منطقة ذات موطن مشابه لخليج مين . خلص ميد إلى أن تواجد المنك اقتصر على الجزر القريبة من الشاطئ، واقترح أن الحجم الكبير كان بسبب العملقة.  وبما أن جميع أعضاء فصيلة العرسيات شبه الفُرازية يُظهرون إزدواجًا جنسيًا، فقد تكون ذكور المنك البحري أضخم من إناث المنك البحري. توحي الأسنان العريضة والقواطع المكسرة إلى أن المنك البحري كان يستعمل أسنانه لسحق الأصداف الصلبة أكثر من المنك الأمريكي. 

## السلوك

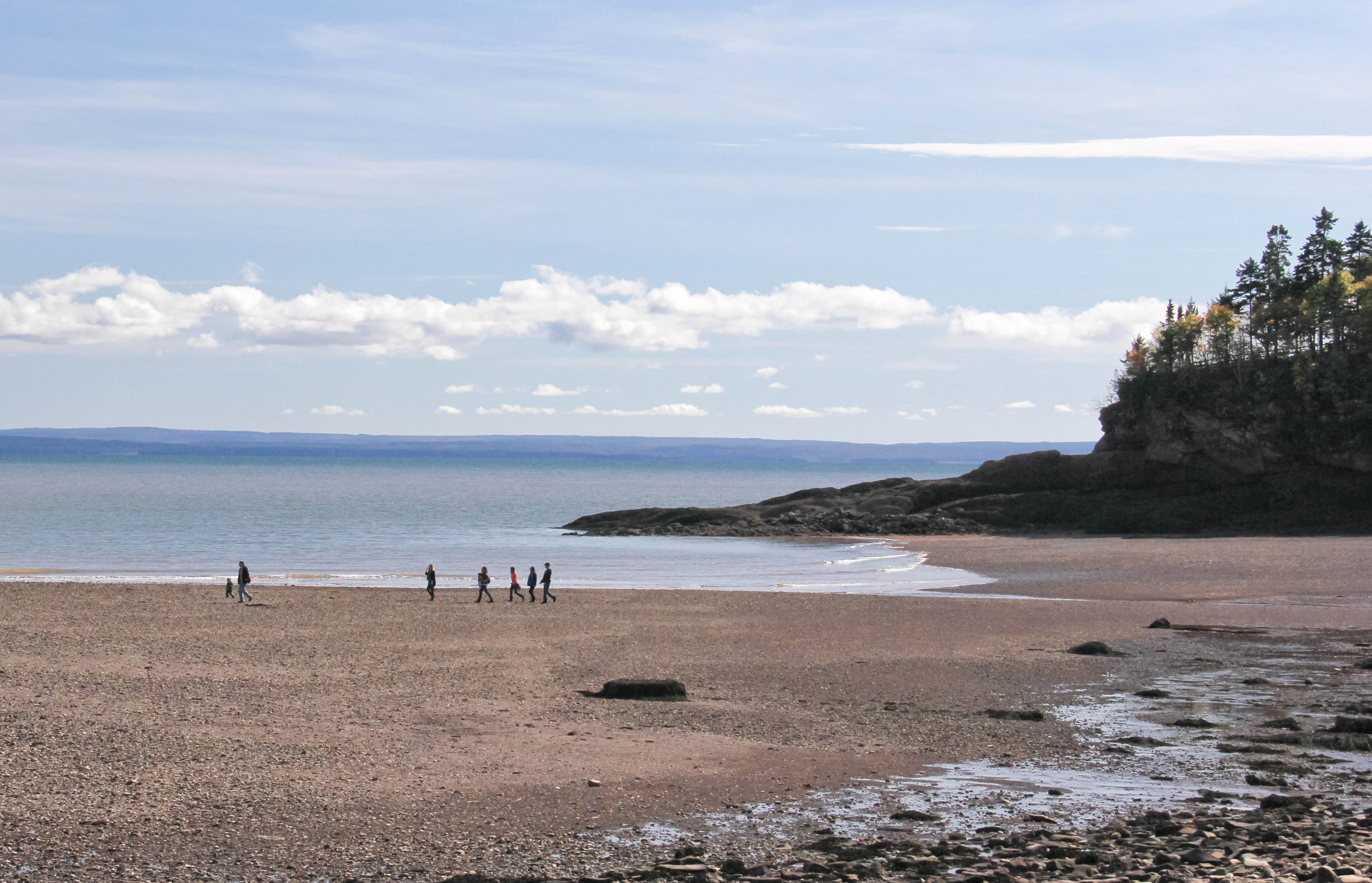
عاش المنك البحري كمفترس ضمن خليج ماين.

وبما أن الأنواع الثديية البحرية غالباً ما تلعب دوراً كبيراً في نظمها الإيكولوجية، فمن المحتمل أن المنك البحري كان مفترسًا مهمًا في منطقة المد والجزر. وربما كان متشابهاً في النظام الغذائي مع المنك الأمريكي، وربما كان يتغذّى على الطيور البحرية وبيضها وإن كان، وبنسب أكبر، يتغذّى على الحيوانات بحرية ذات الجسم الخارجي الصلب.  ذكر تجار الفراء أن أوكار المنك البحرية تمتلك مدخلين، وهي مصنوعة من الصخور التي تراكمت بفعل الأمواج. كما أفادت التقارير بأن الحلزونات كانت جزءًا من غذائها.  ربما تسبب النظام الغذائي المرتبط بالمأكولات البحرية هو ما أدّى إلى زيادة حجمها.  ووفقا لتجار الفراء، كان المنك البحري حيوان ليلي ينام في كهوفه أوالشقوق الصخرية أثناء النهار.  بسبب التداخل بين مناطق المنك الأمريكي المنك البحري، فربما من الممكن أن تهجينا قد حصل بسبب التزاوج بين النوعين. على الرغم من عدم كونه نوعًا بحريًا حقيقيًا، إذ أن حركته اقتصرت على المياه الساحلية، إلا أن المنك البحري كان مائيًا بشكل غير عادي مقارنة بالأعضاء الآخرين من العرسيات. وبجانب ثعالب الماء، يبقى المنك البحري هو العضو الأكثر مائيًا في الصنف. 
ومثل حيوانات المنك الأخرى، قد يكون المنك البحري المنفرد قد حافظ على مناطق سيطرة، وعليه أصبح للذكور حجماً أضخم وأصبحوا يتطلبون المزيد من الطعام، ومن ثم أحتاجو إلى مناطق إقليمية أكبر. وبالمثل، فإن حجمها الأكبر ربما سمح للذكور باستهداف فرائس أكبر من تلك التي تستهدفه الإناث، وربما اضطرت الذكور للدفاع عن الإناث خلال مواسم التزاوج. ومثل ابن العرس، ربما كان المنك البحري متعددًا، حيث يتزاوج كلا الجنسين مع عدة أفراد من الجنس الأخر. 

## الاستغلال والانقراض

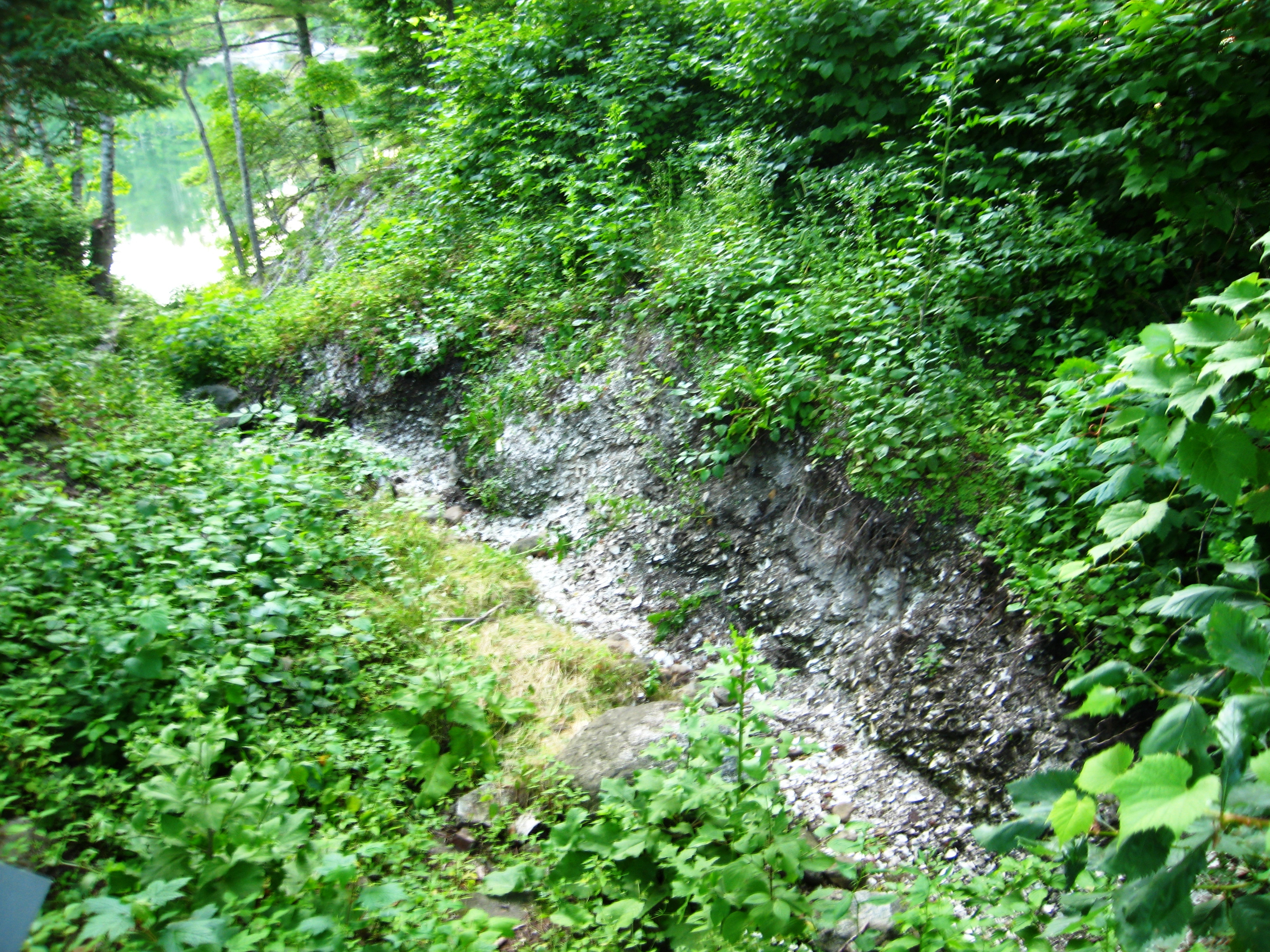
هضاب الصدف في مين

تم استهداف المنك البحري من قبل تجار الفراء نظرا لحجمها الكبير. هذا جعله مرغوبا أكثر من أنواع المنك الأخرى المتواجدة في المناطق الداخلية. أدّت التجارة غير المسيطر عليها إلى انقراض المنك البحري، وهو الأمر الذي يعتقد أنه حدث بين عامي 1860 و 1920.   ونادرا ما عُثر على المنك البحري بعد عام 1860. آخر عمليات الذبح الموثّقة للمنك البحري ضمن ولاية ماين حدثت عام 1880 بالقرب من ميناء جون، مين، وجزيرة كامبوبيلو، ونيو برونزويك في عام 1894،  وقد تكون عمليات الذبح عام 1894 قد حصلت للمنك الأمريكي الكبير.  استعمل تجار الفراء الفِخاخ للقبض على المنك البحري ، وطاردوهم بالكلاب. إذا التجئ المنك البحري إلى الحفر الصغيرة على الحواف الصخرية، فإن الصيادين كانوا يخرجونه باستخدام المجارف والقفزات. أما إذا دخل عميقا وبعيدًا عن متناول أيدي الصيادين ، فقد كان يتم إطلاق النار على الحيوان ثم يتم استرجاعه باستخدام قضبان حديدية بخطافات على طرفها. كما كان يتم خنقه بواسطة الدخان.    قد يكون النشاط الليلي للمنك ناتجا عن تواجد تجار الفراء الذين كانوا يصطادونه في وضح النهار. 
وجدت بقايا الجماجم للمنك البحري في تلال الصدف المكسرة وهي تحمل علامات السكاكين، مما يمكن من الجزم بأنه تم اصيطاده من قبل الأمريكيين الأصليين كطعام للغذاء، وربما كان ذلك بهدف تبادل الفراء أو للاحتفالات.    دراسة أخرى تناولت البقايا في تلال خليج بينوبسكوت ووجدت أن جماجم المنك البحرية هنالك كانت سليمة، أكثر من جماجم الحيوانات الأخرى التي وجدت في نفس المكان ، مما يعني أنها وضعت هنالك بشكل متعمد. وقد كان يتم جمع الذكور أكثر من الإناث. 